# Episodi di Sotto inchiesta
La prima ed unica stagione della serie televisiva Sotto inchiesta è stata in onda su CBS dal 16 settembre 1994 al 10 marzo 1995. In Italia è inedita.
| n° | Titolo originale               | Pubblicazione USA | Pubblicazione Italia |
| -- | ------------------------------ | ----------------- | -------------------- |
| 1  | Pilot                          | 16 settembre 1994 | Inedita              |
| 2  | Serial Killer: Part 1          | 23 settembre 1994 | Inedita              |
| 3  | Serial Killer: Part 2          | 30 settembre 1994 | Inedita              |
| 4  | Child Molester: Part 1         | 7 ottobre 1994    | Inedita              |
| 5  | Child Molester: Part 2         | 14 ottobre 1994   | Inedita              |
| 6  | Wife Abuse/Murder: Part 1      | 28 ottobre 1994   | Inedita              |
| 7  | Wife Abuse/Murder: Part 2      | 4 novembre 1994   | Inedita              |
| 8  | Arson/Murder Story             | 11 novembre 1994  | Inedita              |
| 9  | The Retarded Witness           | 18 novembre 1994  | Inedita              |
| 10 | Father/Daughter Murder         | 1 dicembre 1994   | Inedita              |
| 11 | Sex Harassment/Corruption Case | 6 gennaio 1995    | Inedita              |
| 12 | Koreatown Murder               | 13 gennaio 1995   | Inedita              |
| 13 | Holy Suspect                   | 20 gennaio 1995   | Inedita              |
| 14 | A Haunting Case                | 27 gennaio 1995   | Inedita              |
| 15 | Hostage Standoff               | 3 febbraio 1995   | Inedita              |
| 16 | Kinky Murder                   | 24 febbraio 1995  | Inedita              |
| 17 | Cop Killing                    | 3 marzo 1995      | Inedita              |
| 18 | Wrongful Shooting              | 10 marzo 1995     | Inedita              |